# زیردریایی یو-۹۶۸
زیردریایی یو-۹۶۸ (به انگلیسی: German submarine U-968) یک زیردریایی است که طول آن ۶۷٫۱ متر (۲۲۰ فوت ۲ اینچ) می‌باشد. این زیردریایی در سال ۱۹۴۳ ساخته شد.